# Prudencio della Croce
Prudencio Gueréquiz Guezuraga, in religione fray Prudencio della Croce (Errigoiti, 28 aprile 1883 – Andújar, 31 luglio 1936), è stato un presbitero spagnolo dell'Ordine della Santissima Trinità. Venne fucilato dai repubblicani durante la guerra civile spagnola e venne beatificato come martire da papa Benedetto XVI nel 2007.

## Biografia
Prudencio della Croce è nato a Errigoiti (Spagna), nel 1883. Fu un religioso trinitario, conventuale del Santuario della Vergine della Fuensanta (Villanueva del Arzobispo-Jaén) dove i trinitari erano dediti all'istruzione e all'educazione cristiana della gioventù. Il 31 luglio 1936, dopo di essere stato torturato durante la sua prigionia, venne fucilato dai repubblicani durante la guerra civile spagnola,insieme ai suoi compagni di comunità Segundo di Santa Teresa e Giovanni di Gesù e Maria.

## Culto
Prudencio della Croce fu beatificato il 28 ottobre 2007, a Roma, dal papa Benedetto XVI, insieme ad un gruppo di dieci martiri dell'Ordine della Santissima Trinità. La Chiesa cattolica ha concesso la sua memoria liturgica il giorno 6 novembre.